# Unione Calcio AlbinoLeffe 1999-2000
Questa voce raccoglie le informazioni riguardanti l'Unione Calcio AlbinoLeffe nelle competizioni ufficiali della stagione 1999-2000.

## Stagione
La stagione a cavallo del secolo 1999-2000, è la prima stagione in Serie C1 per l'AlbinoLeffe e si conclude con il nono posto finale con 45 punti, grazie anche alla vena realizzativa del bergamasco Massimiliano Maffioletti, capocannoniere della squadra con 11 reti. Gli altri marcatori azzurri sono Bifini con 8 reti, Araboni con 5, Del Prato con 4, Groppi con 3, Sonzogni e Zola con 2 e Pelati con 1. Vince il torneo il Siena che sale così direttamente in Serie B, seguito dal Cittadella che ha vinto i Play-off.
Nella Coppa Italia Serie C i Seriani superano al secondo posto il girone C di qualificazione alle spalle del Brescello, poi nei sedicesimi eliminano il Varese, negli ottavi superano nel doppio confronto il Como, mentre vengono eliminati nei quarti di finale dal Pisa, con una rete decisiva subita in pieno recupero.

## Rosa
| N. |                   | Ruolo | Calciatore            |
| -- | ----------------- | ----- | --------------------- |
|    | Italia (bandiera) | P     | Paolo Acerbis         |
|    | Italia (bandiera) | P     | Andrea Natali         |
|    | Italia (bandiera) | P     | Renato Redaelli       |
|    | Italia (bandiera) | D     | Giuseppe Biava        |
|    | Italia (bandiera) | D     | Omar Volfango Campana |
|    | Italia (bandiera) | D     | Simone Groppi         |
|    | Italia (bandiera) | D     | Giuseppe Mosa         |
|    | Italia (bandiera) | D     | Ivan Pelati           |
|    | Italia (bandiera) | D     | Roberto Remonti       |
|    | Italia (bandiera) | D     | Damiano Sonzogni      |
|    | Italia (bandiera) | D     | Marco Teani           |

| N. |                   | Ruolo | Calciatore               |
| -- | ----------------- | ----- | ------------------------ |
|    | Italia (bandiera) | D     | Claudio Zola             |
|    | Italia (bandiera) | C     | Ivan Del Prato           |
|    | Italia (bandiera) | C     | Luca Matteassi           |
|    | Italia (bandiera) | C     | Federico Meda            |
|    | Italia (bandiera) | C     | Federico Perugini        |
|    | Italia (bandiera) | C     | Mirco Poloni             |
|    | Italia (bandiera) | A     | Pierangelo Zanini        |
|    | Italia (bandiera) | A     | Christian Araboni        |
|    | Italia (bandiera) | A     | Alessio Bifini           |
|    | Italia (bandiera) | A     | Giovanni Di Sabato       |
|    | Italia (bandiera) | A     | Massimiliano Maffioletti |

## Risultati

### Serie C1

#### Girone di andata
| Arbitro: | Ioseffi (Siena) |

|  |           |                        |
|  | Marcatori | 40’ (rig.) Maffioletti |

| Arbitro: | Girardi (San Donà di Piave) |

|                |           |                 |
| Maffioletti 4’ | Marcatori | 80’ Sciaccaluga |

| Arbitro: | Cannella (Palermo) |

|                 |           |                 |
| Protti 45’, 83’ | Marcatori | 12’, 38’ Bifini |

| Arbitro: | N. Ayroldi (Molfetta) |

|               |           |                 |
| Araboni 45+1’ | Marcatori | 25’ (rig.) Masi |

| Arbitro: | Angrisani (Salerno) |

|                         |           |  |
| Pistella 32’ Fiorin 86’ | Marcatori |  |

| Arbitro: | Ambrosino (Torre del Greco) |

|                          |           |  |
| Del Prato 35’ Groppi 45’ | Marcatori |  |

| Arbitro: | Dondarini (Finale Emilia) |

|  |           |                 |
|  | Marcatori | 22’, 83’ Borneo |

| Arbitro: | Ponzalli (Firenze) |

|           |           |             |
| Amita 60’ | Marcatori | 41’ Araboni |

| Arbitro: | Semeraro (Taranto) |

|          |           |                 |
| Zola 69’ | Marcatori | 46’ (aut.) Zola |

| Arbitro: | Santoro (Domodossola) |

|  |           |          |
|  | Marcatori | 36’ Zola |

| Arbitro: | Benedetto (Messina) |

|                            |           |  |
| Maffioletti 29’ Bifini 82’ | Marcatori |  |

| Arbitro: | Brighi (Cesena) |

|                               |           |                      |
| Bifini 21’ (aut.) A. Comi 65’ | Marcatori | 60’ (rig.) Del Prato |

| Arbitro: | Semeraro (Taranto) |

|               |           |            |
| Andreotti 67’ | Marcatori | 22’ Pelati |

| Arbitro: | Giachero (Pinerolo) |

|                             |           |  |
| Araboni 19’ Maffioletti 60’ | Marcatori |  |

| Arbitro: | Giammillaro (Messina) |

|            |           |  |
| Rubino 62’ | Marcatori |  |

| Arbitro: | Rossomandro (Salerno) |

|  |           |           |
|  | Marcatori | 15’ Botti |

| Arbitro: | Cavuoti (Vasto) |

|                    |           |                 |
| Masitto 50’ (rig.) | Marcatori | 24’ Maffioletti |

#### Girone di ritorno
| Arbitro: | Masiero (Mestre) |

|                               |           |             |
| Maffioletti 53’ Araboni 90+3’ | Marcatori | 90’ Beretta |

| Arbitro: | Bergonzi (Genova) |

|                                             |           |  |
| Mignani 10’ Orocini 45+1’ (rig.) Pagano 87’ | Marcatori |  |

| Arbitro: | Dondarini (Finale Emilia) |

|                            |           |                   |
| Bifini 12’ Maffioletti 69’ | Marcatori | 47’ (rig.) Protti |

| Montevarchi 30 gennaio 2000 21ª giornata | Montevarchi      | 0 – 0 | AlbinoLeffe | Stadio Gastone Brilli Peri\| Arbitro: \| Rubino (Salerno) \| |
| Arbitro:                                 | Rubino (Salerno) |       |             |                                                              |

| Arbitro: | Tonin (Piombino) |

|               |           |               |
| Del Prato 21’ | Marcatori | 90+3’ Pardini |

| Modena 13 febbraio 2000 23ª giornata | Modena            | 0 – 0 | AlbinoLeffe | Stadio Alberto Braglia\| Arbitro: \| G. Rossi (Rimini) \| |
| Arbitro:                             | G. Rossi (Rimini) |       |             |                                                           |

| Arbitro: | Tonolini (Milano) |

|  |           |               |
|  | Marcatori | 90+1’ Araboni |

| Arbitro: | Ferraro (Crotone) |

|                            |           |             |
| Bifini 15’ Maffioletti 84’ | Marcatori | 54’ Morante |

| Lucca 12 marzo 2000 26ª giornata | Lucchese            | 0 – 0 | AlbinoLeffe | Stadio Porta Elisa\| Arbitro: \| Cavallaro (Legnago) \| |
| Arbitro:                         | Cavallaro (Legnago) |       |             |                                                         |

| Arbitro: | Romeo (Verona) |

|                                          |           |  |
| Bifini 22’ Maffioletti 49’ Del Prato 82’ | Marcatori |  |

| Arbitro: | Cirone (Palermo) |

|                                         |           |              |
| Cancellato 16’ Di Vicino 19’ Soligo 71’ | Marcatori | 44’ Sonzogni |

| Arbitro: | Ferraro (Crotone) |

|                 |           |                     |
| Maffioletti 28’ | Marcatori | 85’ (rig.) Saverino |

| Arbitro: | Morganti (Ascoli Piceno) |

|  |           |                |
|  | Marcatori | 30’ Varricchio |

| Arbitro: | Pieri (Genova) |

|                                   |           |            |
| Cinetto 33’ Filippi 47’ Zalla 59’ | Marcatori | 63’ Groppi |

| Arbitro: | Carlucci (Molfetta) |

|            |           |                            |
| Groppi 45’ | Marcatori | 6’ M. Vieri 47’ Pensalfini |

| Arbitro: | Ardito (Bari) |

|                  |           |  |
| Buscè 61’ (rig.) | Marcatori |  |

| Arbitro: | Castellin (Conselve) |

|                                                      |           |                                     |
| Sonzogni 3’ Maffioletti 28’ Bifini 35’ Del Prato 67’ | Marcatori | 11’ (rig.), 27’ Ferrigno 13’ Rocchi |

### Coppa Italia Serie C

#### Fase a gironi
| Arbitro: | Romeo (Verona) |

|                                           |           |             |
| Maffioletti 15’ (rig.), 56’ Di Sabato 88’ | Marcatori | 79’ Luciani |

| 25 agosto 1999 2ª giornata |  | – Turno di riposo AlbinoLeffe |  |  |

| Arbitro: | Mariuzzo (Venezia) |

|              |           |            |
| Bonavita 26’ | Marcatori | 51’ Pelati |

| Arbitro: | Lecci (Varese) |

|               |           |  |
| Del Prato 15’ | Marcatori |  |

| Reggio Emilia 15 settembre 1999 5ª giornata | Brescello     | 0 – 0 | AlbinoLeffe | Stadio Mirabello\| Arbitro: \| Cenni (Imola) \| |
| Arbitro:                                    | Cenni (Imola) |       |             |                                                 |

#### Sedicesimi di finale
| Varese 13 ottobre 1999 Andata | Varese            | 0 – 0 | AlbinoLeffe | Stadio Franco Ossola\| Arbitro: \| Tonolini (Milano) \| |
| Arbitro:                      | Tonolini (Milano) |       |             |                                                         |

| Arbitro: | Valensin (Milano) |

|                                 |           |              |
| Di Sabato 44’ Pelati 54’ (rig.) | Marcatori | 2’ Cavicchia |

#### Ottavi di finale
| Arbitro: | Maselli (Lucca) |

|            |           |             |
| Rocchi 74’ | Marcatori | 37’ Araboni |

| Arbitro: | G. Rossi (Rimini) |

|                             |           |            |
| Di Sabato 60’ Del Prato 76’ | Marcatori | 54’ Rocchi |

#### Quarti di finale
| Arbitro: | Benedetti (Vicenza) |

|                          |           |             |
| Bifini 26’ Matteassi 71’ | Marcatori | 65’ Savoldi |

| Arbitro: | Cuttica (Alessandria) |

|                 |           |  |
| Andreotti 90+3’ | Marcatori |  |